# Rivière de la Grande Vallée
Rivière de la Grande Vallée är ett vattendrag i Kanada.   Det ligger i provinsen Québec, i den östra delen av landet, 900 km nordost om huvudstaden Ottawa.
I omgivningarna runt Rivière de la Grande Vallée växer i huvudsak blandskog. Runt Rivière de la Grande Vallée är det mycket glesbefolkat, med 7 invånare per kvadratkilometer.